# Umas e Outras
Umas e Outras é um compacto do músico brasileiro Chico Buarque. Foi lançado no ano de 1969.

## Faixas
| N.º | Título                    | Duração |  |
| 1.  | "Onde é que você estava?" |         |  |
| 2.  | "Umas e outras"           |         |  |
| 3.  | "Benvinda"                |         |  |
| 4.  | "Até pensei"              |         |  |